# Jrue Holiday
Jrue Randall Holiday, född 12 juni 1990 i Los Angeles i Kalifornien, är en amerikansk professionell basketspelare (PG/SG) som spelar för Portland Trail Blazers i National Basketball Association (NBA). Han har tidigare spelat för Philadelphia 76ers, New Orleans Pelicans, Milwaukee Bucks och Boston Celtics.
Holiday var med och vinna NBA-mästerskapet med Milwaukee Bucks för säsongen 2020–2021.
Han deltog också vid de olympiska sommarspelen 2020 i Tokyo, där han var med och bärgade guldmedalj med det amerikanska basketlandslaget.
Holiday draftades av Philadelphia 76ers i första rundan i 2009 års draft som 17:e spelare totalt.
Innan han blev proffs studerade Holiday på University of California, Los Angeles och spelade för deras idrottsförening UCLA Bruins.
Han är bror till Aaron Holiday och Justin Holiday. Sedan 2013 är han gift med Lauren Holiday.